# Philippe Lachaud (architecte)
Pour les articles homonymes, voir Lachaud et Philippe Lachaud (homonymie).
 (juin 2016).
Si vous disposez d'ouvrages ou d'articles de référence ou si vous connaissez des sites web de qualité traitant du thème abordé ici, merci de compléter l'article en donnant les références utiles à sa vérifiabilité et en les liant à la section « Notes et références ».
Philippe Lachaud, né à Quimper 30 juillet 1935 et décédé dans la même ville le 12 juillet 2012, est un architecte et urbaniste établi à Quimper.

## Biographie
Philippe Lachaud est issu d’une famille d’artistes marquante de l’entre-deux guerres en Bretagne. Son père Jacques Lachaud, architecte du département, (1893-1973) a été, avec son ami et associé René Legrand (1890-1984) un des fondateurs du régionalisme architectural breton. Son oncle Jean Lachaud (1889-1952), peintre et céramiste, fut nommé en 1936 directeur du Musée des Beaux-Arts et de l’École des Beaux-Arts de Brest.
Il fait ses études à  l’École nationale supérieure des beaux-arts à Paris dans l’atelier d’Eugène Beaudouin. Après son diplôme en 1965, Philippe Lachaud rejoint l’agence d’architecture de son père Jacques Lachaud, qu’il reprend et développe pendant plus de quarante ans. Son agence, fermée en 2012 au moment de son décès, était une des plus anciennes de Quimper. Il est inscrit au tableau de l’Ordre des architectes de 1966 à 2012 
Au nombre de ses réalisations, on compte la reconstruction des Halles après l’incendie de 1976 et le nouveau bâtiment des Archives départementales de Quimper construit dans les années 1990. Également de nombreuses maisons de bord de mer à Bénodet, Fouesnant ou à Beg-Meil, des immeubles de bureaux et de logements, la rénovation du Grand Hôtel de la mer à Morgat et du Manoir du Hilguy à Plogastel-Saint-Germain. Il a été également l'architecte scénographe de l'exposition du Tricentenaire des Faïenceries de Quimper présentée au Musée des Beaux-Arts de Quimper du 5 mai au 30 septembre 1990. Lors des dernières années de sa carrière, il s’investit  à la rénovation des maisons à pans de bois du vieux Quimper. 
Marié à Claude Salvador (1928-2015), il est père de deux filles. 